# 洛斯特克里克鎮區 (印地安納州維哥縣)
洛斯特克里克鎮區（英語：Lost Creek Township）是位於美國印地安納州維哥縣的一個行政鎮區。

## 地方資料
根據2010年美國人口普查的數據，洛斯特克里克鎮區的面積為92.60平方千米，當中陸地面積為91.20平方千米，而水域面積為1.40平方千米。當地共有人口10497人，而人口密度為每平方千米113.36人。